# Urugvajsko ratno zrakoplovstvo
Urugvajsko ratno zrakoplovstvo (špa. Fuerza Aérea Uruguaya) jedan je od tri glavna roda Urugvajske vojske. Nalazi se pod upravom Ministarstva obrane, koje zastupa stavove zrakoplovstva, ali i svih ostalih rodova vojske, u Urugvajskom parlamentu. Zrakoplovstvo je osnovano 1. travnja 1935. i otada djeluje s ulogom "obrane časti neovisnosti i mira u Republici, integriteta njezinog teritorija, Ustava i zakona." Sjedište Urugvajskog ratnog zrakoplovstva je Zračna baza "Kapetan Boiso Lanza" u glavnom gradu Montevideu. Trenutačno zrakoplovni rod Urugvajske vojske raspolaže s 3.000 vojnika.

## Vanjske poveznice

### Ostali projekti
|  | Zajednički poslužitelj ima još gradiva o temi Urugvajsko ratno zrakoplovstvo |

### Mrežna mjesta
- (šp.) Ministerio de Defensa Nacional - služebene stranice Ministarstva obrane
- (šp.) Fuerza Aérea Uruguaya - službene stranice Urugvajskog zrakoplovstva  Arhivirana inačica izvorne stranice od 13. rujna 2009. (Wayback Machine)